# Por Larranaga

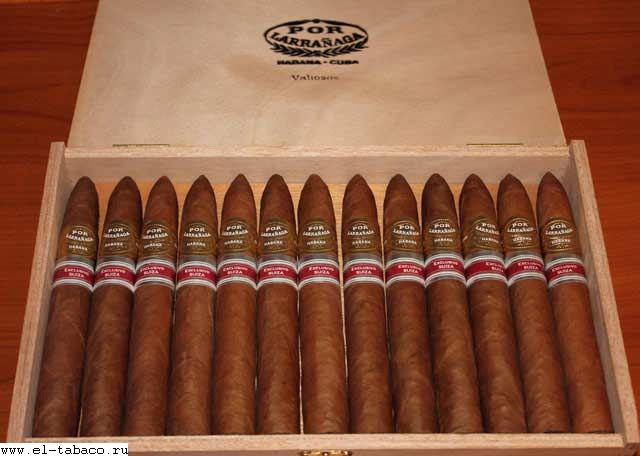

Por Larranaga (исп. Por Larrañaga) — кубинский табачный бренд. Марка зарегистрирована в 1834 году в Гаване предпринимателем Игнасио Лараньягой. Это были сигары для богачей и богемы.
К тому времени, когда на Кубе случилась революция, продукция компании Por Laranaga составляла чуть более двадцатой доли в совокупном сигарном экспорте страны и занимала в табели поставщиков «гаван» шестую позицию. Утверждается что Por Laranaga — самая старая кубинская марка, производство которой не прерывалось вплоть до наших дней.
Именно под сенью Por Laranaga на Кубе впервые появились сигары машинной выделки. Сегодняшний ассортимент Por Laranaga примечателен тем, что при его скупости (четыре модели) он представляет три стиля изготовления сигар, практикуемые на Кубе.

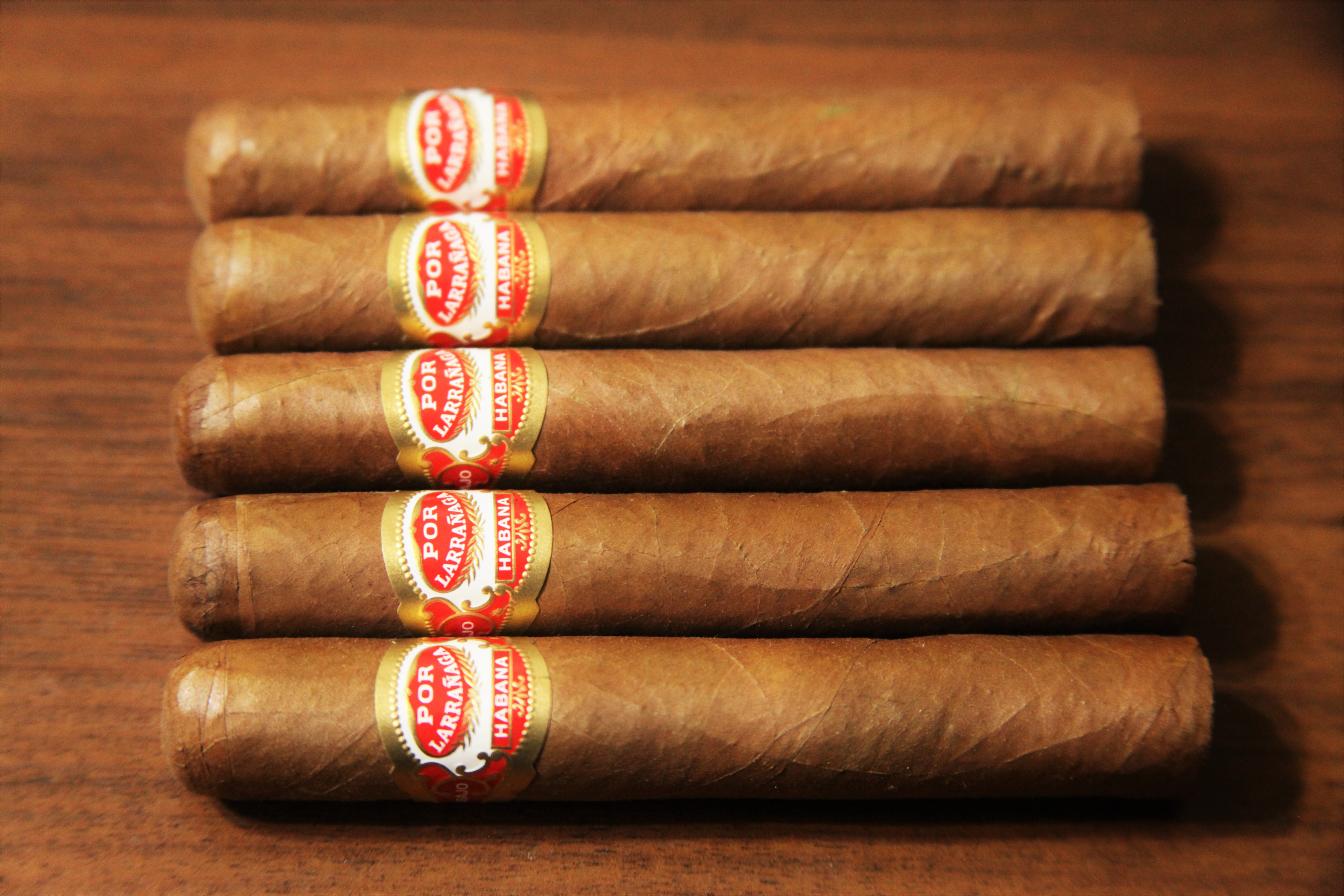
5 витол POR LARRANAGA

Маленькие Juanitos и Lolas en Cedro формата petit corona делаются машинным способом из резаного табака. Panatelas (12.7х1.47) — тоже из резанных листьев, но ручной выделки. Все это может расцениваться как введение для начинающих свой путь в мир «гаван», а также как часть аперитива для опытных путешественников.
Серьёзнее Monte-Carlo. Длинный лист и ручная выделка. Самый роскошный бант на кубинской сигаре, если говорить о новейших временах, принадлежит Por Laranaga Magnificos. Этот выпуск 2007 года в рамках проекта Edicion Regional, предназначенный для Англии. Солидную витолу (170 х 19.8) украшает колечко, дизайном воспроизводящее старинный образец.
Как и в случае со многими другими кубинскими марками, Por Laranaga делаются также за пределами Кубы, в расчете на США, где «гаваны» и кубинский табак под запретом. Сигары этой марки крутятся на фабриках компании Altradis в Доминиканской республике и Гондурасе.